# Iglesia de Santa María de Jesús
La iglesia de Santa María de Jesús es un templo católico situado en el municipio español de El Campillo, en la provincia de Huelva, comunidad autónoma de Andalucía. Se encuentra inscrito como bien inmueble en el Catálogo General del Patrimonio Histórico Andaluz.

## Características
El edificio fue construido en 1924, en una época en que El Campillo constituía un poblado minero dentro del término municipal de Minas de Riotinto. La iglesia fue dañada y saqueada en el verano de 1936, tras el estallido de la Guerra Civil. En 1978 el edificio fue sometido a una ampliación. De su interior cabe citar la existencia de dos esculturas de la Virgen de la Granada: una tallada por Antonio Bidón en 1946, y otra de Manuel Domínguez Rodríguez, de 1960.